# Marbletown (New York)
Marbletown è un comune degli Stati Uniti d'America, situato nello Stato di New York, nella contea di Ulster.